# Gracula robusta
Gracula robusta là một loài chim trong họ Sturnidae.